# ジョージ・バレラ
ジョージ・バレラ（George Valera, 2000年11月13日 - ）は、 アメリカ合衆国ニューヨーク州ニューヨーク市クイーンズ区出身のプロ野球選手（外野手）。左投左打。MLBのクリーブランド・ガーディアンズ所属。

## 経歴
アメリカ合衆国ニューヨーク州ニューヨーク市クイーンズ区生まれで、13歳の時に家族でドミニカ共和国へ移住した。
2017年7月にアマチュア・フリーエージェントでクリーブランド・インディアンスと契約してプロ入り。
2018年、傘下のルーキー級アリゾナリーグ・インディアンスでプロデビュー。6試合に出場して打率.333、1本塁打、6打点、1盗塁を記録した。
2019年はA-級マホーニングバレー・スクラッパーズとA級レイクカウンティ・キャプテンズでプレーし、2球団合計で52試合に出場して打率.217、8本塁打、32打点、6盗塁を記録した。
2020年は新型コロナウイルスの影響でマイナーリーグの試合が開催されなかったため、公式戦の出場は無かった。
2021年はA+級レイクカウンティとAA級アクロン・ラバーダックスでプレーし、2球団合計で86試合に出場して打率.260、19本塁打、65打点、11盗塁を記録した。オフの11月19日にルール・ファイブ・ドラフトでの流出を防ぐために40人枠入りした。

## プレースタイル
5ツール型中堅手の資質を秘め、中でも30本塁打は可能と言われるパワーに秀でる。